# Systenoplacis turbatus
Systenoplacis turbatus là một loài nhện trong họ Zodariidae.
Loài này thuộc chi Systenoplacis. Systenoplacis turbatus được Rudy Jocqué miêu tả năm 2009.